# Маклохлин, Мора
Мора Маклохлин (англ. Maura A. (Ann) McLaughlin; род. 25 мая 1972, Филадельфия, Пенсильвания) — американский астрофизик, исследовательница нейтронных звезд и их окружения посредством радио-, рентгеновских и гамма-наблюдений. Доктор философии (2001), именной заслуженный профессор Университета Западной Виргинии, завкафедрой физики и астрономии. Содиректор NANOGrav Physics Frontiers Center (с 2015). Член коллаборации International Pulsar Timing Array. Участница открытия быстрых радиовсплесков, за что удостоилась премии Шао (2023). Высокоцитируемый исследователь HCR (2020, 2022). Феллоу Американского физического общества (2021). Также отмечена Cottrell Scholar Award от Research Corporation (2009).
Родилась в семье учительницы начальной школы и продавца; есть две младших сестры. В 1988 году ей случайно попала в руки «Краткая история времени» Стивена Хокинга…
Окончила Университет штата Пенсильвания (бакалавр B.S., 1994). Докторскую степень по физике получила в Корнелле — занимаясь пульсарами, перед чем в 1997 получила там магистерскую степень. Работала там с проф. James M. Cordes. Затем постдок в Манчестерском университете.
С 2006 года в Университете Западной Виргинии, где ныне именной заслуженный профессор и завкафедрой физики и астрономии. В 2007 стала соучредителем коллаборации NANOGrav.
Замужем; трое детей.